# María González Valentín
María Claudia González Valentín (Vega Baja, 26 de mayo de 2002) es una jugadora de voleibol de playa puertorriqueña. Compitió en los Juegos Olímpicos de la Juventud de Buenos Aires 2018, y fue semifinalista de los Juegos Centroamericanos y del Caribe 2018 en Colombia. Logró la medalla de plata en los Juegos Panamericanos Junior de 2021 de Colombia y la medalla de bronce en el Campeonato Mundial Universitario de Brasil 2022.

## Carrera

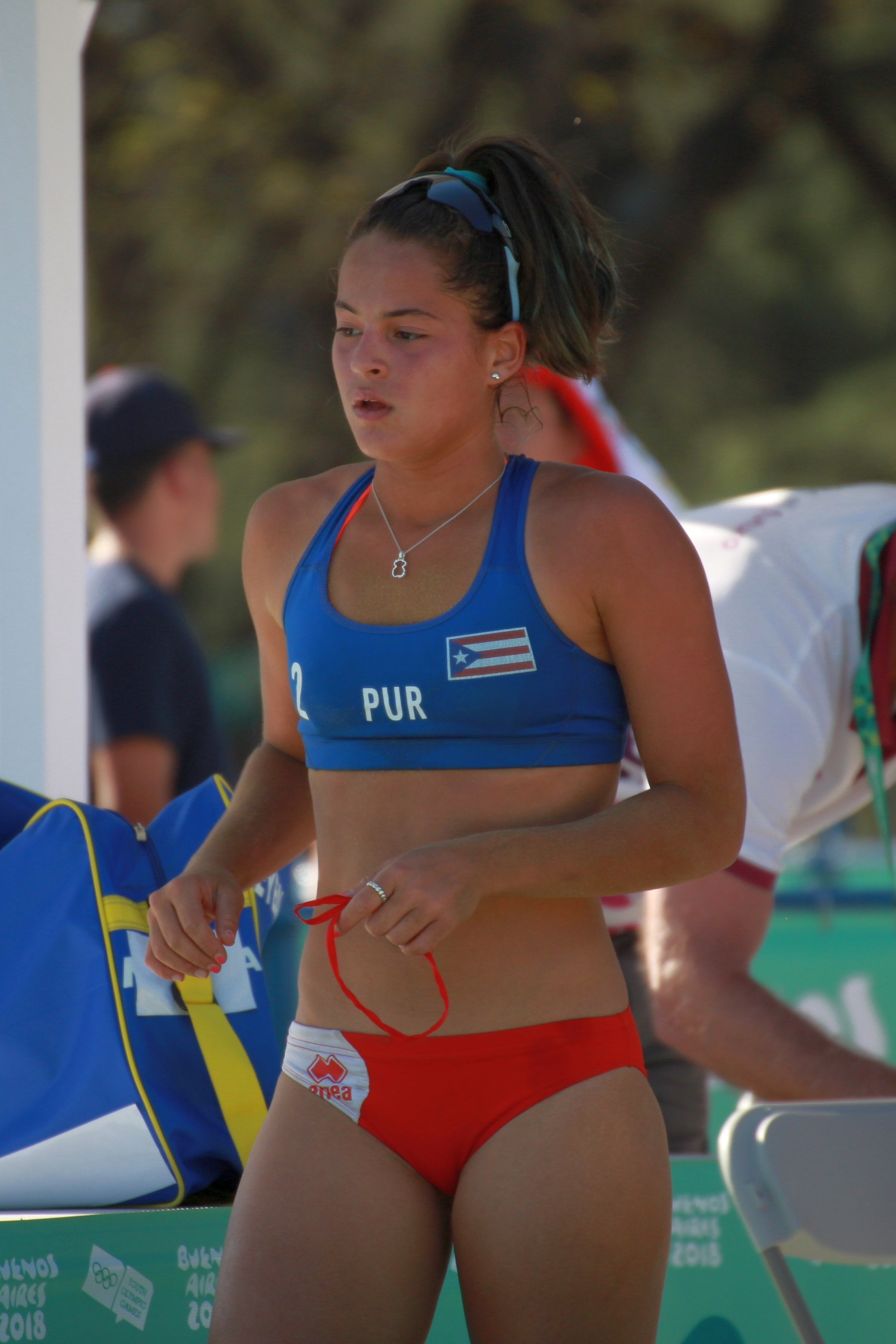
González en los Juegos Olímpicos de la Juventud de Buenos Aires 2018.

González jugó voleibol de playa durante sus años de escuela secundaria en la Academia Bilingüe Piaget. En 2016 obtuvo el séptimo lugar junto a Allanis Navas en el torneo NORCECA de Boquerón. En 2018 ganó el título del Campeonato Sub-19 de la Zona Central en La Habana y así clasificó a los Juegos Olímpicos de la Juventud 2018 en Buenos Aires, donde estuvieron en la ronda de los ocho mejores equipos y finalizó en quinto lugar. Una temporada después, González y Bianca Torres terminaron en cuarto, quinto y séptimo lugar en varias competencias NORCECA.
En 2021, González comenzó a estudiar en la Universidad Cristiana de Texas en Fort Worth, Texas. Como estudiante de primer año, ella y Rochelle Scott rompieron la racha de ocho victorias consecutivas, con un récord total de 24:11. En la misma temporada ganó la medalla de bronce con Navas en las Finales NORCECA. Las dos también llegaron a la final del Campeonato Panamericano Juvenil. Junto a Ana Vergara, González logró 27 triunfos para los Horned Frogs en su segundo año. Con su constante pareja fuera de los eventos universitarios, finalizó tercera en el podio del Campeonato Mundial Estudiantil FISU en Maceió, Brasil. Además, las dos atletas caribeñas ganaron un torneo NORCECA y lograron plata en otros dos eventos así como en la final de esta serie de playa.
González y Navas ganaron otros cinco eventos hasta septiembre de 2023. Esto incluyó ganar la medalla de oro en los Juegos Centroamericanos y del Caribe. Sin embargo, su victoria más importante llegó en junio de ese año cuando se clasificaron con éxito para el Mundial de Punta Cana, dejando atrás, entre otros, a la finalista del Mundial del año anterior, Sophie Bukovec, y a su nueva pareja. En el Mundial de Tlaxcala, México, dieron una gran sorpresa en su segundo partido cuando derrotaron a las claramente favoritas suizas Esmée Böbner y Zoé Vergé-Dépré en tres sets. Esta fue la primera participación y por tanto el primer éxito de un equipo puertorriqueño femenino en campeonatos mundiales de voleibol de playa.
Clasificaron a los Juegos Panamericanos Junior de 2021 de Cali, donde finalmente quedaron subcampeonas. En la edición del Campeonato Mundial Universitario de Voleibol de Playa 2022 disputado en Maceió obtuvieron bronce, y subcampeonato del Campeonato Norceca Finales 2022.